# Gotan Project
Gotan Project ist eine Musikgruppe aus Paris, die mit Electrotango bekannt wurde. Der Bandname ist ein Wortspiel aus dem Lunfardo und ist durch Silbenvertauschung aus dem Wort Tango entstanden. Ähnliches geschieht im französischen Verlan. Ein klangprägendes Instrument in der Musik des Gotan Projects ist das für den Tango typische Bandoneon.

## Geschichte
Die Gruppe wurde 1999 gegründet. Cohen Solal und Müller arbeiteten schon früher als Boyz from Brazil zusammen, Christoph H. Müller spielte bei Touch El Arab. Das Debütalbum La revancha del tango erschien im Jahre 2001. Dieses Kerntrio zog zu dieser und weiteren Produktionen argentinische Musiker wie den Pianisten Gustavo Beytelmann, den Bandoneonisten Nini Flores und den Perkussionisten Edi Tomassi ebenso heran wie die dänische Geigerin Line Kruse und die katalanische Sängerin Cristina Vilallonga.
2003 erhielt die Gruppe den World Music Award der BBC in der Kategorie Newcomer. 
Der Titel Santa maría (del buen ayre) wurde in dem Film Darf ich bitten? (USA 2004, Originaltitel: Shall We Dance?) für einen Tango zwischen den Hauptdarstellern Jennifer Lopez und Richard Gere genutzt. Im Jahr 2009 wurde der Song Época für einen Fernsehwerbespot des Geschirr-Reinigers Calgonit verwendet. Santa Maria wurde außerdem in der Actionkomödie Knight and Day aus dem Jahr 2010 mit Tom Cruise und Cameron Diaz in den Hauptrollen verwendet, in dem auch der Titel Diferente zum Einsatz kam. Zum Titel Peligro wird oft in der Tanzfabrik aus der Serie Alles was zählt getanzt. 
Auf ihrem Album Tango 3.0 aus dem Jahr 2010 wirkte neben anderen Dr. John im Titel Tango Square an der B3-Hammond-Orgel mit.

## Diskografie

### Studioalben
| Jahr | Titel                 | Höchstplatzierung, Gesamtwochen, AuszeichnungChartplatzierungen (Jahr, Titel, Platzierungen, Wochen, Auszeichnungen, Anmerkungen) | Höchstplatzierung, Gesamtwochen, AuszeichnungChartplatzierungen (Jahr, Titel, Platzierungen, Wochen, Auszeichnungen, Anmerkungen) | Höchstplatzierung, Gesamtwochen, AuszeichnungChartplatzierungen (Jahr, Titel, Platzierungen, Wochen, Auszeichnungen, Anmerkungen) | Höchstplatzierung, Gesamtwochen, AuszeichnungChartplatzierungen (Jahr, Titel, Platzierungen, Wochen, Auszeichnungen, Anmerkungen) | Höchstplatzierung, Gesamtwochen, AuszeichnungChartplatzierungen (Jahr, Titel, Platzierungen, Wochen, Auszeichnungen, Anmerkungen) | Anmerkungen                            |
| Jahr | Titel                 | DE | AT | CH | UK | FR | Anmerkungen                            |
| ---- | --------------------- | --- | --- | --- | --- | --- | -------------------------------------- |
| 2001 | La Revancha del Tango | — | AT14 (37 Wo.)AT | CH53 Gold · (22 Wo.)CH | UK91 Gold · (1 Wo.)UK | FR12 Platin · (106 Wo.)FR | Erstveröffentlichung: 22. Oktober 2001 |
| 2006 | Lunático              | DE56 (5 Wo.)DE | AT14 (16 Wo.)AT | CH3 (23 Wo.)CH | UK66 (2 Wo.)UK | FR6 Gold · (80 Wo.)FR | Erstveröffentlichung: 10. April 2006   |
| 2010 | Tango 3.0             | DE41 (3 Wo.)DE | AT12 (12 Wo.)AT | CH6 (22 Wo.)CH | UK61 (1 Wo.)UK | FR4 Platin · (53 Wo.)FR | Erstveröffentlichung: 20. April 2010   |

### Weitere Alben
| Jahr | Titel                                          | Höchstplatzierung, Gesamtwochen, AuszeichnungChartplatzierungen (Jahr, Titel, Platzierungen, Wochen, Auszeichnungen, Anmerkungen) | Höchstplatzierung, Gesamtwochen, AuszeichnungChartplatzierungen (Jahr, Titel, Platzierungen, Wochen, Auszeichnungen, Anmerkungen) | Höchstplatzierung, Gesamtwochen, AuszeichnungChartplatzierungen (Jahr, Titel, Platzierungen, Wochen, Auszeichnungen, Anmerkungen) | Höchstplatzierung, Gesamtwochen, AuszeichnungChartplatzierungen (Jahr, Titel, Platzierungen, Wochen, Auszeichnungen, Anmerkungen) | Höchstplatzierung, Gesamtwochen, AuszeichnungChartplatzierungen (Jahr, Titel, Platzierungen, Wochen, Auszeichnungen, Anmerkungen) | Anmerkungen                                     |
| Jahr | Titel                                          | DE | AT | CH | UK | FR | Anmerkungen                                     |
| ---- | ---------------------------------------------- | --- | --- | --- | --- | --- | ----------------------------------------------- |
| 2004 | Inspiración Espiración                         | — | AT47 (6 Wo.)AT | CH40 (5 Wo.)CH | — | FR46 (12 Wo.)FR | Erstveröffentlichung: September 2004 Remixalbum |
| 2006 | La Revancha del Tango / Inspiración Espiración | — | — | — | — | FR194 (2 Wo.)FR | Erstveröffentlichung: Oktober 2006 Boxset       |
| 2007 | Lunático / La revancha del tango               | — | — | — | — | FR187 (6 Wo.)FR | Erstveröffentlichung: Oktober 2007 Boxset       |
| 2008 | Live                                           | — | — | CH98 (1 Wo.)CH | — | FR135 (2 Wo.)FR | Erstveröffentlichung: November 2008 Livealbum   |
| 2011 | La revancha en cumbia                          | — | — | — | — | FR122 (2 Wo.)FR | Erstveröffentlichung: Oktober 2011 Remixalbum   |
| 2011 | Best Of                                        | — | — | — | — | FR52 (7 Wo.)FR | Erstveröffentlichung: November 2011 Kompilation |

Weitere Alben
- 2001: Remixes
- 2002: Santa Maria Vol. 2
- 2003: Una Musical Brutal
- 2005: La Revancha del Tango Live
- 2006: El Norte
- 2006: Mi Confesion
- 2006: Live at KCRW
- 2008: Gotan Object
- 2010: Rayuela
- 2010: Tango 3.0 Remix
- 2011: La Gloria
- 2011: Tango 3.0 Live
- 2011: Nueva Cumbia
- 2011: Strength To Love
- 2014: Club secreto

### Singles
| Jahr | Titel Album                       | Höchstplatzierung, Gesamtwochen, AuszeichnungChartplatzierungen (Jahr, Titel, Album, Platzierungen, Wochen, Auszeichnungen, Anmerkungen) | Höchstplatzierung, Gesamtwochen, AuszeichnungChartplatzierungen (Jahr, Titel, Album, Platzierungen, Wochen, Auszeichnungen, Anmerkungen) | Höchstplatzierung, Gesamtwochen, AuszeichnungChartplatzierungen (Jahr, Titel, Album, Platzierungen, Wochen, Auszeichnungen, Anmerkungen) | Höchstplatzierung, Gesamtwochen, AuszeichnungChartplatzierungen (Jahr, Titel, Album, Platzierungen, Wochen, Auszeichnungen, Anmerkungen) | Höchstplatzierung, Gesamtwochen, AuszeichnungChartplatzierungen (Jahr, Titel, Album, Platzierungen, Wochen, Auszeichnungen, Anmerkungen) | Anmerkungen                |
| Jahr | Titel Album                       | DE | AT | CH | UK | FR | Anmerkungen                |
| ---- | --------------------------------- | --- | --- | --- | --- | --- | -------------------------- |
| 2001 | Santa María La Revancha del Tango | — | — | — | UK91 (1 Wo.)UK | — | Erstveröffentlichung: 2001 |